# 합천가야초등학교
합천가야초등학교(陜川伽倻初等學校)는 대한민국 경상남도 합천군에 있는 공립 초등학교이다.

## 연혁
- 2019년 3월 1일 : 가산초등학교, 해인초등학교, 숭산초등학교가 통합하여 개교[1]